# Burgstall Rothsee
Der Burgstall Rothsee  ist eine abgegangene spätmittelalterliche Niederungsburg auf 6524 m ü. NHN 200 m südsüdwestlich von Rothsee, einem Gemeindeteil der Stadt Weilheim in Oberbayern im Landkreis Weilheim-Schongau in Bayern. Die Anlage befand sich ca. 100 m östlich des Rothsees.
Von der ehemaligen Burganlage ist nichts erhalten, sie wird als Bodendenkmal unter der Aktennummer D-1-8133-0040 als „Burgstall des hohen oder späten Mittelalters“ geführt.